# نژاد آمیخته

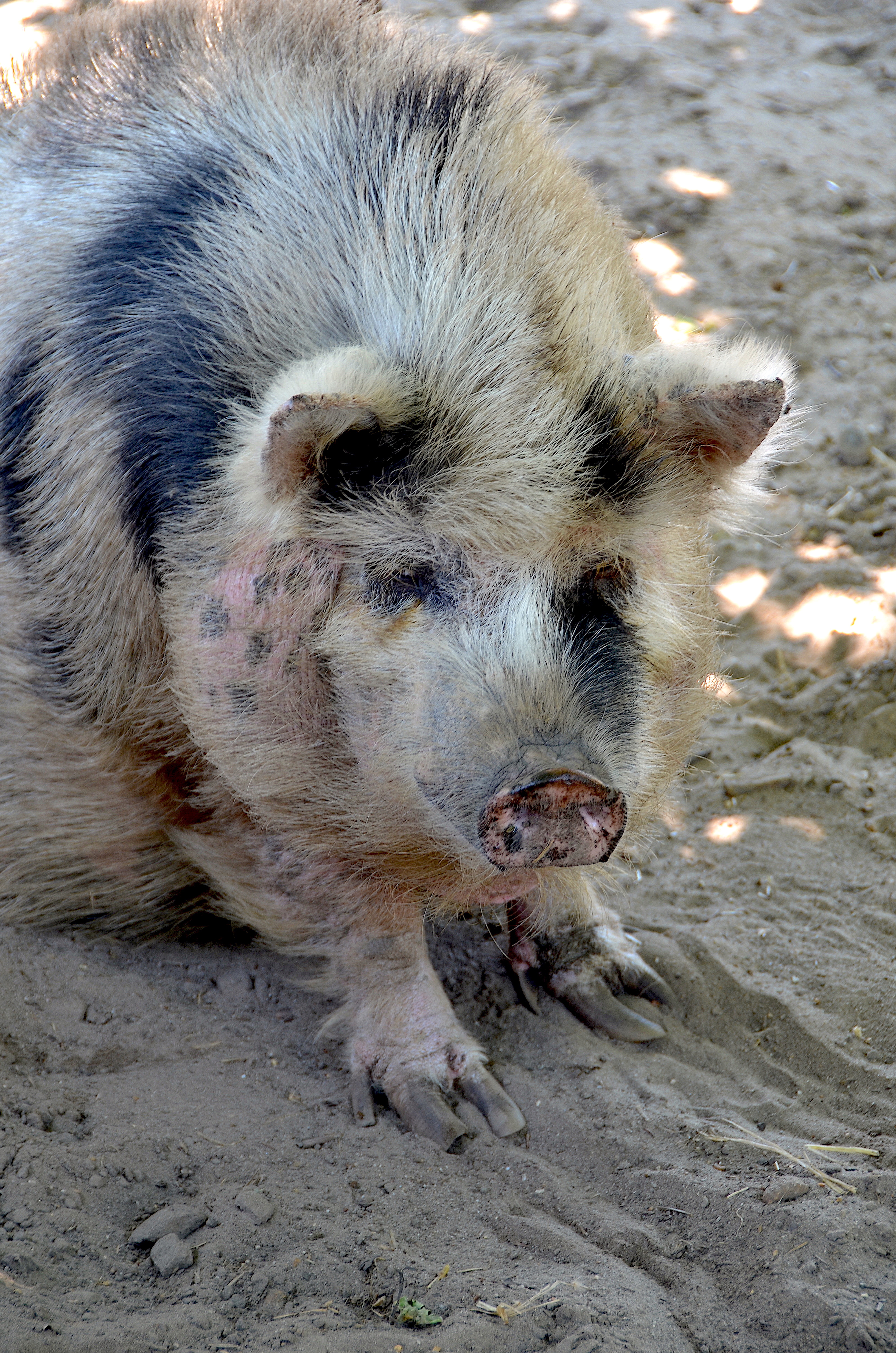
خوک خانگی نژاد آمیخته بدون دخالت انسان

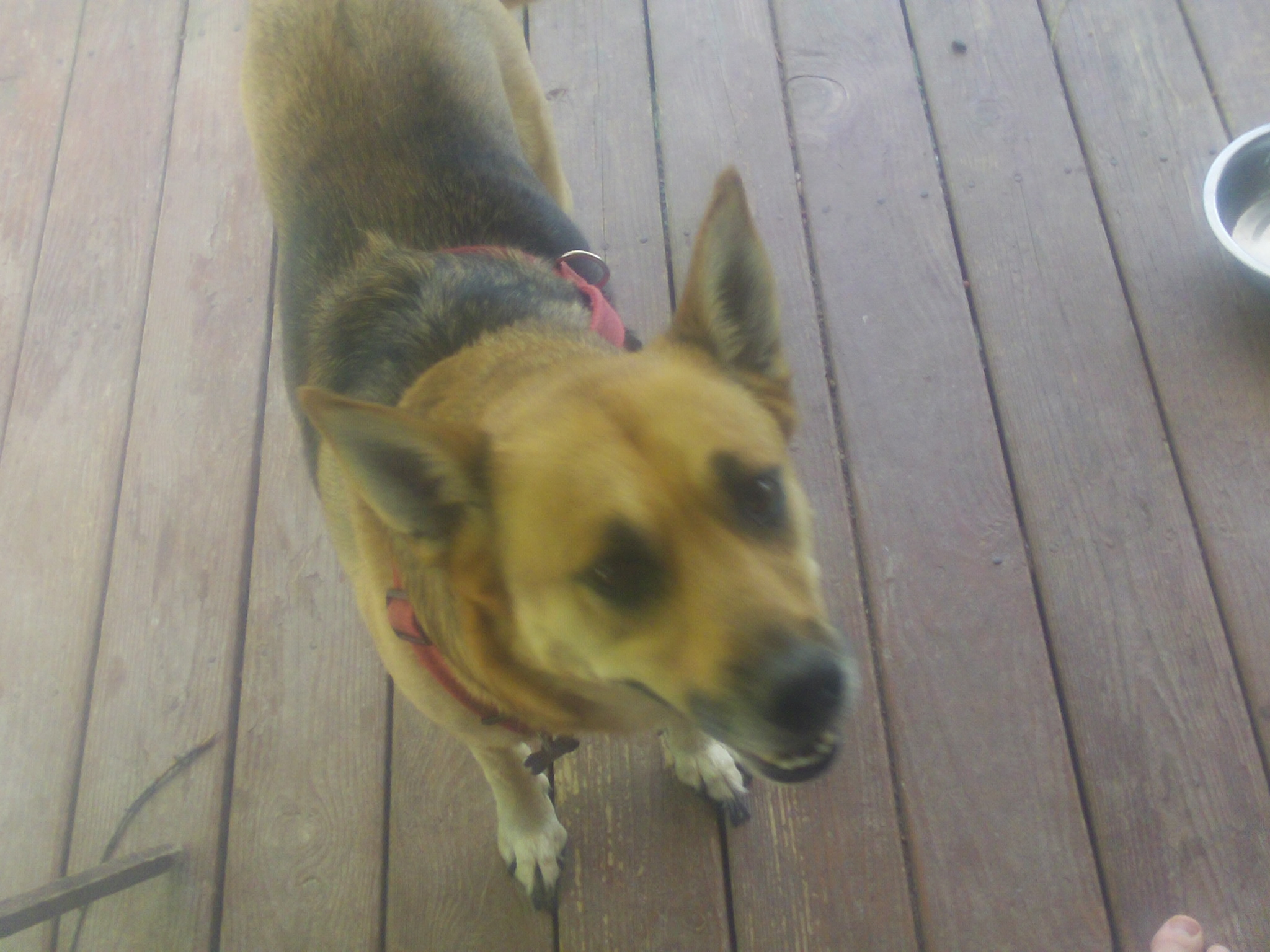
نژاد ژرمن شپرد آمیخته - احتمالاً با هاسکی مخلوط شده‌است.

نژاد آمیخته (به انگلیسی: Mixed breed) یک جانور اهلی است که از چندین نژاد از یک گونه خاص است که اغلب بدون دخالت انسان و نمودار ثبت سوابق یا زادگیری گزینشی تولیدمثل می‌شود. نمونه‌ها عبارتند از:
- سگ آمیخته، سگی که اصل و نسب آن پیچیده یا ناشناخته است، که در عامیانه به آن «موت» نیز می‌گویند[۱]
- اسب گرید، اسبی که اصل و نسب آن ناشناخته، غیرقابل شناسایی، یا دارای نژادهای آمیخته است.
- گربه موکوتاه اهلی یا گربه موبلند اهلی بدون نژاد خاص که در عامیانه در برخی از لهجه‌ها «moggy"[۲] یا «moggie» نامیده می‌شود.